# 蓑輪顕量
蓑輪 顕量（みのわ けんりょう、1960年3月 - ）は、日本の仏教学者、日蓮宗の僧侶、東京大学大学院人文社会系研究科教授、日本印度学仏教学会理事長（第10代、2023～）。

## 略歴
- 1960年、千葉県夷隅郡大多喜町筒森1749番地（麻綿原高原）に所在する日蓮宗の寺院妙法生寺に生まれる[1]。1983年、東京大学文学部インド哲学インド文学専修課程を卒業。その後、同大学大学院に進学し、1990年、東京大学大学院人文科学研究科博士後期課程単位取得満期退学。1991から1993年まで、日本学術振興会特別研究員に採用される。1993から1997年まで、財団法人東方研究会専任研究員。同時に、1990から1998年まで、千葉県立衛生短期大学で非常勤講師を務めた。

1996から1998年まで、東洋大学文学部非常勤講師。1998から2000年まで、母校の東京大学文学部非常勤講師。1999年には、東京大学に『中世初期南都における戒律復興の研究を提出し、文学博士号を取得。2000年には愛知学院大学助教授に就任しその後、教授に昇進。2010年より、末木文美士の後任として東京大学人文社会系研究科教授を務めている。また、立正大学大学院文学研究科仏教学専攻で非常勤講師も務めている。
2023年8月より下田正弘の後任で、日本印度学仏教学会理事長に就任。

### 受賞・栄典
- 1999年、日本印度学仏教学会賞
- 2000年、中村元賞

## 研究内容・業績
- 仏教思想史・日本仏教の研究[1]
- 鎌倉仏教での戒律の研究
- 東アジア仏教における瞑想の研究

## 著書
- 『中世初期南都戒律復興の研究』（法蔵館、1999年）
- 『仏教瞑想論』（春秋社、2008年）
- 『日本仏教の教理形成　法会における唱導と論義の研究』（大蔵出版、2009年）
- 『日本仏教史』（春秋社、2015年）

### 翻訳・編著
- 『日本の宗教』（遊佐道子との共訳、春秋社〈21世紀をひらく世界の宗教〉、2007年）、シリーズ全9巻
- 『新国訳大蔵経　浄土部 3巻』（由木義文・西本照真と校註、大蔵出版、2007年）
- 熊谷誠慈・室寺義仁共著『現代社会の仏教 シリーズ実践仏教5』（臨川書店、2020年）
- 編『仏典とマインドフルネス　負の反応とその対処法』（臨川書店、2021年）
- 『瞑想でたどる仏教　心と身体を観察する　シリーズ こころの時代　宗教・人生』（NHK出版、2021年）

### 論文
- CiNii>蓑輪顕量
- INBUDS>蓑輪顕量

## その他

### テレビ
- こころの時代「瞑想でたどる仏教〜心と身体を観察する」（2021年4月〜2021年9月、NHK Eテレ）[注 1]